# Laccophilus melas
Laccophilus melas är en skalbaggsart som beskrevs av Guignot 1958. Laccophilus melas ingår i släktet Laccophilus och familjen dykare. Inga underarter finns listade i Catalogue of Life.